# Dimetilsilano
Dimetilsilano é um composto com a fórmula C2H8Si. É inflamável, apresentando ponto de fulgor -40°C.. É usado em  deposição química por vapor.